# Metodo di profilazione dell'FBI

Stemma dell'FBI

La profilazione criminale o definizione del profilo criminale è uno strumento comportamentale ed investigativo creato dal Federal Bureau of Investigation che intende aiutare gli investigatori a profilare soggetti criminali sconosciuti basandosi sull’analisi della scena del crimine. La profilazione criminale è usata per facilitare la risoluzione di un crimine e la ricerca di colui che ha commesso il crimine stesso. Ciascun criminale viene classificato in base al suo comportamento caratteriale e analizzato a sua volta nel contesto della scena del crimine. Questo aiuta gli investigatori a capire di quale tipologia di criminale si tratta e le sue principali caratteristiche ed atteggiamenti. Howard D. Teten fu il primo agente a creare un profilo criminale per l'FBI. Teten, interessato alla profilazione criminale, si unì all’FBI nel 1962 e iniziò a lavorare per creare un profilo dei criminali analizzando i comportamenti della persona che aveva commesso il crimine e la scena del crimine stesso. Teten venne poi seguito da un altro agente dell’FBI che diventò uno dei primi profilatori: John E. Douglas.

## Fasi
Il processo della profilazione criminale comprende diverse fasi:
1. L’assimilazione o l’ottenimento dei dati è la fase durante la quale tutte le informazioni disponibili sulla scena del crimine, sulla vittima e le testimonianze vengono analizzate. Questa fase si divide in due parti: l’osservazione e l’analisi di fotografie della scena del crimine, di autopsie, del profilo della vittima e delle testimonianze.[4] Si procede alla revisione dei dati e l’identificazione delle caratteristiche significative di ogni crimine in questa stessa fase.[5]
2. La classificazione è la fase seguente e comprende la raccolta di tutte le informazioni e le caratteristiche significative come modus operandi o come caratteristiche rituali/fantastiche. Durante questa fase del processo, il crimine viene classificato come un ‘omicidio organizzato’ o un ‘omicidio disorganizzato’. L’omicidio organizzato è il crimine pianificato e progettato. L’autore del reato in questo caso riesce ad insabbiare le prove e le dimostrazioni del crimine ed ha competenze sociali che riescono a controllare la vittima. Crimini come questi riguardano spesso abusi sessuali prima dell’omicidio. Al contrario, l’omicidio disorganizzato è impulsivo. in questo caso l’autore del crimine non ha nessun tipo di competenze, la scena del crimine stessa suggerisce un omicidio frenetico, impreciso e con un’assenza di pianificazione o una scarsità di tentativi per evitare il riconoscimento e l’individuazione di colui che ha commesso il crimine. Spesso gli abusi sessuali dopo l’omicidio riguardano il crimine disorganizzato.[5][6]
3. La ricostruzione è la fase in cui i profilatori tentano di ricostruire la sequenza degli eventi che hanno portato al crimine focalizzando principalmente l’attenzione sulla ricostruzione del modus operandi. Inoltre c’è anche il tentativo di scoprire il metodo adoperato dall’aggressore per commettere il crimine.[4]
4. L’analisi delle tracce come impronte o firme identificabili nella scena del crimine è la quarta fase del processo. La firma è ciò che il trasgressore lascia per soddisfare le sue esigenze e necessità psicologiche nel commettere il delitto.[5][7]
5. La realizzazione del profilo è la fase successiva del profilatore dopo le considerazioni del modus operandi e dell’ispezione della messa in scena. Questo profilo può contenere informazioni sul criminale riguardanti le sue caratteristiche demografiche, caratteristiche familiari, un eventuale passato da militare, l’istruzione, caratteristiche caratteriali e può inoltre, suggerire all’investigatore tecniche di interrogatorio da adottare con l’autore del reato.[8]

## Critiche
Per disegnare un profilo di ciascuno degli assassini seriali è necessario collegare ciascun crimine ad un profilo comune di aggressore. Per portare a termine tale fase, il prototipo di criminale deve essere stabilito basandosi sulle azioni commesse nella scena del crimine. Questa esempio di classificazione deve essere attendibile, sperimentato e testato con l’intento di inserire ciascun criminale in un gruppo particolare. Il sistema di classificazione inoltre, deve avere un’ipotesi per ciascuna tipologia. Per definire una tipologia e le sue caratteristiche, esse devono presentarsi e comparire insieme frequentemente nello stesso esempio di tipologia e devono potersi distinguere dalle caratteristiche specifiche di un altro esempio di tipologia.
La maggior parte dell’osservazione nel processo di profilazione criminale dell’FBI si dedica alla validità ed affidabilità della fase di classificazione. In particolare, l’osservazione si concentra sulla base teorica e sull’assunzione della dicotomia tra crimine organizzato e disorganizzato. Questo metodo, con il passare del tempo, è diventato comunemente usato per la classificazione degli assassini seriali violenti.  L’unico studio disponibile che esaminò l’affidabilità del sistema di classificazione fu la lettura di un riepilogo di un caso di omicidio sessuale in cui l’affidabilità della classificazione risultò essere tra il 51.7% ed il 92.6%.
Questi studi forniscono comunque un sostegno limitato per il sistema di classificazione degli omicidi seriali dell’FBI. Ciò nonostante, questa forma di affidabilità fornisce un piccolo contributo all’utilità del sistema di profilazione dell’aggressore per rendere la classificazione valida ed efficace. Inoltre, Il sistema di classificazione deriva da uno studio basato su una sola intervista ad un piccolo numero di campioni di assassini seriali arrestati i quali hanno agito nel Nord America, questo rivela di nuovo una bassa percentuale di affidabilità dato il numero ridotto di campioni.
Ulteriori limitazioni dello studio originale della classificazione riguardano il processo di selezione dell’elemento: la selezione dei dati non è completamente casuale e i dati analizzati sono solo potenzialmente imparziali. Le interviste non furono strutturate e portarono ad un ad-hoc che fu dipendente dagli intervistati stessi. Il processo con cui i soggetti vengono divisi in gruppi e categorie è basato su caratteristiche e comportamenti organizzati o disorganizzati che vengono descritti come il risultato di un ragionamento circolare, che coinvolge la “rievocazione” di un concetto al contrario di una verifica concreta e sperimentale di questo concetto.

## Profilatori famosi dell’FBI
- John Douglas: John Edward Douglas nasce il 18 giugno 1945 a Brooklyn. Douglas è un ex agente speciale dell’FBI e uno dei primi profilatori criminali che ha scritto molti libri sulla psicologia criminale. Douglas creò un profilo per gli assassini dove vengono descritte le loro abitudini e con le quali si può provare ad anticipare i loro comportamenti. Nei casi in cui questo metodo aiutò ad arrestare i criminali, Douglas mise a punto nuove strategie per gli interrogatori e i processi. All’inizio dell’invenzione della profilazione criminale, Douglas dichiarò di essere stato messo in dubbio e criticato dai suoi stessi colleghi fino a che la polizia e l’FBI si accorsero che in realtà aveva sviluppato un metodo utile per la cattura degli autori di reati.[15]
- David Rossi: David Rossi nasce il 9 maggio 1956 a Long Island. Dopo aver lasciato il Corpo dei Marines, è stato reclutato dall'FBI. Pochi anni dopo, ha avuto un ruolo nella fondazione del BAU. Ha scritto numerosi libri sulla profilazione, sulla psicologia e sui killer seriali. Ha lavorato al caso di Jeffrey Dahmer.
- Jason Gideon: Jason Gideon nasce il 1 giugno 1955 a New York e muore il 28 gennaio 2015. Entra a far parte nella squadra dei Profiler nel 1975. Ha fornito diverse indagini psicologiche sugli agenti sul campo della CIA. Ha collaborato con biologi e psichiatri per aiutare nel campo della psicologia criminale.
- Robert Ressler: Robert Ressler nasce il 15 febbraio 1937 a Chicago e muore il 5 maggio 2013. Ressler fu un agente dell’FBI che ha avuto un grande ruolo nella profilazione psicologica degli aggressori violenti negli anni ‘70. Ressler è riconosciuto come la persona che ha coniato il termine “serial killer” (assassino seriale). Dopo essersi ritirato dall’FBI, Ressler scrisse numerosi libri sugli omicidi seriali e sulla criminologia. Quando si unì all’FBI nel 1970, Robert Ressler venne assunto nell’ente delle scienze comportamentali che si occupa di disegnare un profilo ai delinquenti violenti come ad esempio stupratori ed assassini seriali che selezionano le vittime in maniera casuale. Ressler lavorò su molti killer seriali come Jeffrey Dahmer e Richard Chase.[16]